# Amphioplus mathildae
Amphioplus mathildae is een slangster uit de familie Amphiuridae.
De wetenschappelijke naam van de soort werd in 1974 gepubliceerd door Luiz Roberto Tommasi & Jorge de Abreu.